# 笠波峠除雪拡幅
笠波峠除雪拡幅（かさなみとうげじょせつかくふく）は、兵庫県美方郡香美町村岡区八井谷から同町村岡区日影までの国道9号の現道除雪拡幅事業である。

## 概要
笠波峠付近の国道9号は急カーブや急勾配、大規模な地滑り危険箇所があり、冬季は積雪により通行止めが発生するなどの課題が存在している。当事業は、積雪などによる通行止めの回避、交通事故の減少を目的にすすめられている。
現在は全体延長4.6 kmのうち、3.9 kmが開通している。2023年（令和5年）10月22日に笠波トンネルを含む区間である村岡区福岡 - 村岡区日影の2.4 kmが開通した。開通後も、村岡区福岡に残る未供用区間0.7 kmで事業が継続される。

### 路線データ
- 起点 : 兵庫県美方郡香美町村岡区八井谷[2][1]
- 終点 : 兵庫県美方郡香美町村岡区日影[2][1]
- 延長 : 4.6 km[2][1]
- 道路規格 : 第3種第2級[2][1]
- 道路幅員 : 13.0 m[2][1]
- 車線数 : 2車線[2][1]
- 車線幅員 : 3.5 m[2][1]
- 設計速度 : 60 km/h[2][1]

## 沿革
- 1987年（昭和62年）度 : 事業化[2][1][3]。
- 1988年（昭和63年）度 : 用地着手[2][1]。
- 1993年（平成5年）度 : 工事着手[2][1]。
- 1998年（平成10年）4月27日 : 村岡区八井谷 - 村岡区福岡 (1.0 km) が開通[1]。
- 2000年（平成12年）3月31日 : 村岡区福岡 (0.5 km) が開通[1]。
- 2022年（令和4年）6月27日 : 笠波トンネルが貫通[5]。
- 2023年（令和5年）10月22日 : 村岡区福岡 - 村岡区日影 (2.4 km) が開通[1][3][4]。
- 2024年（令和6年）11月29日 : 村岡区福岡 - 村岡区日影の現道 (2.2 km)が国道9号の道路区域から除外される[6]

## 道路施設

### 主要構造物
- 笠波トンネル（1,744 m）[1]
- 作山川橋（17.5 m）（作山川）[1]

### 道の駅
- ハチ北